# Elecciones estatales de Campeche de 1982
Las elecciones estatales de Campeche de 1982 se realizaron el domingo 4 de julio de 1982 y en ellas se renovaron los 8 ayuntamientos del estado mexicano de Campeche, compuestos por un presidente municipal y sus regidores, electos para un periodo de tres años.

## Resultados
|  | 65.56 % |

|  | 1.85 % |

|  | 0.42 % |

|  | 0.23 % |

|  | 0.21 % |

|  | 65.25 % |

|  | 34.75 % |